# Tayler Persons
Tayler Persons (Kokomo (Indiana), 31 de agosto de 1995) es un jugador de baloncesto estadounidense que pertenece a la plantilla del Élan Chalon de la LNB Pro B. Con 1,91 metros de estatura, juega en la posición de base.

## Trayectoria deportiva
Durante su formación universitaria norteamericana, jugaría durante una temporada en Northern Kentucky Norse (2014-2015) y tres temporadas con los Ball State Cardinals (2016-2019). Tras no ser drafteado en 2019, en julio de 2019 comenzaría su carrera profesional en Holanda en las filas del Zorg en Zekerheid Leiden. 
Durante la temporada 2019-20 promedia 16.72 puntos en 18 partidos en la FEB Eredivisie y una media de 18.55 puntos en 11 partidos disputados en la Europe Cup con el conjunto holandés.
En julio de 2020, se compromete con el s.Oliver Wurzburgo de la BBL, la primera categoría del baloncesto alemán.
El 9 de enero de 2021, tras rescindir su contrato con s.Oliver Wurzburgo, firma por el GTK Gliwice de la Polska Liga Koszykówki, la primera categoría del baloncesto polaca.
En la temporada 2021-2022, firma por el SZTE-Szedeák de la A Division húngara.
En la temporada 2022-23, firma por el Élan Chalon de la LNB Pro B.